# Purpuricenus lituratus
Purpuricenus lituratus är en skalbaggsart som beskrevs av Ludwig Ganglbauer 1886. Purpuricenus lituratus ingår i släktet Purpuricenus och familjen långhorningar. Inga underarter finns listade i Catalogue of Life.